# Chiesa di San Giuliano Martire (Rimini)
La chiesa di San Giuliano è un luogo di culto cattolico di Rimini, situato al centro dell'omonimo Borgo San Giuliano.
La chiesa, tra le più importanti della città, è frutto di un restauro operato alla metà del Cinquecento sull'antica struttura dell'XI secolo ed è pertanto caratterizzato da una sobria e regolare architettura rinascimentale. Contiene importati opere fra le quali spiccano un polittico di Bittino da Faenza ed una tela di Paolo Veronese.

## Storia
Le prime informazioni sulla chiesa risalgono all'XI secolo: in quel periodo, la chiesa fa parte di un'abbazia benedettina dedicata ai Santi Pietro e Paolo, costruito sopra un tempio Gentile. Il complesso, oltretutto, era stato fondato nelle vicinanze di un'importante strada consolare, la Via Emilia, che rendeva il luogo ideale per l'insediamento di un monastero. Ben presto, attorno all'abbazia si sviluppa un centro abitato, quello che oggi è ancora il Borgo di San Giuliano, sulla sponda occidentale del fiume Marecchia.
Durante il Medioevo la chiesa doveva presentarsi a tre navate e caratterizzata dalle tecniche costruttive e architettoniche del romanico. Nel Duecento, inoltre, assume la dedica a San Giuliano, in corrispondenza della diffusione del culto del Santo.
Fra il 1553 e il 1575, ormai diventato il fulcro religioso più importante della città, il monastero, assieme alla chiesa, viene restaurato e in parte ricostruito. La chiesa assume l'aspetto ancora visibile oggi, a navata unica.
Per quanto riguarda il monastero, invece, scavi archeologici della seconda metà del Novecento hanno portato alla luce resti del portico e della pavimentazione dell'antico chiostro, tuttora visibili nell'annesso Cinema Tiberio, insieme ad alcune sepolture di una necropoli che occupava il sito precedentemente alla fondazione dell'abbazia.

## Descrizione

### Struttura
All'esterno, la chiesa si presenta con la veste classica e sobria assunta nei restauri di metà Cinquecento. Il prospetto, molto piatto e lineare, è caratterizzato da quattro paraste di ordine tuscanico che lo attraversano completamente e sostengono, in alto, una trabeazione a metope e triglifi su cui poggia un frontone triangolare. Le quattro paraste, inoltre, non sono equidistanti ma un più separate al centro, cosicché lo spazio centrale risulta essere più largo. In questa zona sono inseriti un portale, in basso, e una bifora in alto. Il portale, inoltre, è decorato da un ulteriore frontone triangolare come coronamento, mentre altre due finestre si aprono, sulla stessa linea del portale, negli spazi tra le due coppie di paraste. A sinistra della facciata, un poco più arretrato, si erge il campanile in mattoni.
Internamente, la chiesa è a navata unica, con presbiterio e abside di fondo. Le pareti presentano ancora un motivo unitario di lesene di ordine tuscanico, fra le quali si sviluppano delle arcate che incorniciano le cappelle laterali incavate, per un totale di quattro cappelle per lato. Le cappelle ospitano vari altari, fra i quali molti sono stati aggiunti nel Seicento. Sulle lesene poggia poi una trabeazione sulla quale si imposta una lunga volta a botte di copertura. Dopo l'Arco Santo, un'ulteriore volta a botte copre il presbiterio e si conclude con una semi-cupola emisferica che copre l'abside.

### Opere

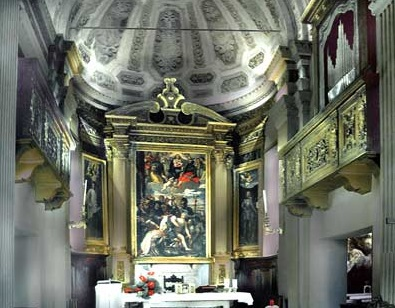
Vista dell'abside, col Martirio di San Giuliano del Veronese

La chiesa di San Giuliano contiene numerosi dipinti, fra i quali ne spiccano due di notevole pregio. Il primo è il polittico di Bittino da Faenza con le Storie di San Giuliano, opera risalente ad inizio del Quattrocento conservata nella terza cappella a sinistra, il secondo è la pala centrale dell'abside, il Martirio di San Giuliano (prima del 1583), ritenuta una delle ultime, e più significative, opere di Paolo Veronese. Nella tela è raffigurato il martirio del Santo, che viene gettato in mare dentro un sacco pieno di serpenti. I laterali, che raffigurano i santi Giorgio e Lorenzo Giustiniani, sono opere giovanili del veronese Pasquale Ottino (eseguite fra il 1605 e il 1610 circa).
Sul soffitto vi è dipinta una Gloria di San Giuliano, opera di Francesco Brici.
Nella chiesa è anche conservato il sarcofago romano che conteneva le spoglie di San Giuliano prima del loro trasferimento, nel 1910, in un'urna posta sotto l'altare maggiore.
La tradizione vorrebbe che il sarcofago, contenente le spoglie del Santo, sarebbe addirittura approdato sulla spiaggia di Rimini dalla Dalmazia o dalla Cilicia.

### Organo a canne
Sulla cantoria a ridosso della parete destra dell'abside, si trova l'organo a canne Pinchi opus 404, costruito nel 1995 in stile secentesco; esso è alloggiato all'interno di una preesistente cassa lignea barocca, appartenente all'organo realizzato nel 1621 da Giovanni Battista Sormani. Lo strumento è attuale è a trasmissione integralmente meccanica, con 7 registri; la consolle è a finestra e dispone di unico manuale con prima ottava scavezza e pedaliera scavezza a leggio priva di registri propri.